# Filmåret 2001

## Födda
- 21 januari – Jackson Brundage, amerikansk skådespelare.
- 31 juli – Tea Stjärne, svensk skådespelerska.
- 28 december – Madison De La Garza, amerikansk skådespelerska.

## Avlidna
- 20 januari – Karin Nordgren, svensk skådespelerska.
- 23 januari – Heinz Hopf, svensk skådespelare.
- 30 januari – Jean-Pierre Aumont, fransk skådespelare.
- 7 mars – Ove Tjernberg, svensk skådespelare.
- 15 mars
  - Henrik Schildt, svensk skådespelare.
  - Ann Sothern, amerikansk skådespelerska.
- 17 mars – Ingrid Borthen, svensk skådespelare.
- 5 april – Sonya Hedenbratt, svensk jazzsångerska, skådespelerska och revyartist.
- 8 april – Marguerite Viby, dansk skådespelerska.
- 13 april – Jimmy Logan, skotsk-brittisk skådespelare.
- 15 april – Fanny Gjörup, svensk barnskådespelare.
- 26 april – Betty Bjurström, svensk varietédansös och skådespelare.
- 1 maj – Elsa Prawitz, svensk skådespelare, manusförfattare och musiktextförfattare.
- 4 maj – Arne Sucksdorff, svensk regissör, manusförfattare, fotograf och dokumentärfilmare.
- 7 maj – Margaretha Krook, svensk skådespelare.
- 17 juni – Jack Lemmon, amerikansk skådespelare och regissör.
- 29 juni – Rolf Larsson, svensk skådespelare och regissör.
- 3 augusti – Lars Johan Werle, svensk kompositör, arrangör av filmmusik.
- 16 augusti – Christina Lundquist, svensk skådespelare.
- 25 augusti – Aaliyah, amerikansk sångerska och skådespelare. Omkom i flygkrasch.
- 25 september – Vanja Rodefeldt, svensk skådespelare.
- 28 september – Stig Törnblom, svensk skådespelare.
- 6 oktober – Axel Düberg, svensk skådespelare.
- 9 oktober – Herbert Ross, amerikansk filmregissör, filmproducent, koreograf och skådespelare.
- 11 oktober – Sven Gillsäter, svensk filmare, fotograf, författare, manusförfattare och kortfilmsregissör.
- 22 oktober – Bengt Järrel, svensk regissör, skådespelare och sångare.
- 23 oktober – Julie Bernby, svensk skådespelare, sångerska, författare och sångtextförfattare.
- 2 november – Bo Hederström, svensk skådespelare.
- 16 november – Sven Arvor, svensk skådespelare.
- 18 november – Gunnar Hellström, svensk skådespelare och regissör.
- 2 december – Palle Granditsky, svensk skådespelare, regissör och teaterchef.
- 10 december – Jim Hughes, amerikansk skådespelare.
- 22 december – Jonas Frick, svensk regissör och manusförfattare.

## Årets filmer

### Siffra (1,2,3...) eller specialtecken (@,$,?...)
- 15 minutes
- 20 år under bältet
- 3000 Miles to Graceland
- The 51st state

### A - G
- A Beautiful Mind
- A.I. - Artificiell Intelligens
- Ali
- All Over the Guy
- Amelie från Montmartre
- America's Sweethearts
- American Outlaws
- American Pie 2
- The Animal
- Anja
- Anne Frank: The Whole Story
- Apornas planet
- Atlantis - En försvunnen värld
- Attila - Krigarfolkets härskare
- Avalons dimmor
- Bakom fiendens linjer
- Bandits
- Bar
- Barbie i Nötknäpparen
- Beck – Hämndens pris
- Beck – Mannen utan ansikte
- Beethovens fyra
- Behind Enemy Lines
- Beijing Bicycle
- Bekännelsen
- Berättelser ur Den Oändliga Historien
- Besvärliga människor
- Black Box BRD
- Black Hawk Down
- Blow
- Blow Dry
- Blood Drops
- Blå måndag
- Blådårar 2
- Bridget Jones dagbok
- Bröllopsfixaren
- The Bunker
- CKY 3
- Claudias sommarlov
- Cloud, Wild Stallion of The Rockies
- Confession – en doft av sanning
- Cradle of Fear
- Crazy/Beautiful
- Crocodile Dundee i Los Angeles
- Dagon
- Dan Bäckman 1-0
- The Debut
- De älskande i San Fernando
- Den förlorade sonen
- Den galna jakten på ringen
- Din morsa också!
- Din plats på jorden
- Disco Pigs
- Domestic Disturbance
- Don's Plum
- Don't Say a Word
- Donnie Darko
- Dr. Dolittle 2
- Driven
- Drömprinsen
- Edges of the Lord
- Elling
- Emil och detektiverna
- En djävul till flickvän
- En förälskelse
- En prinsessas dagbok
- En riddares historia
- En sen kväll på McCool's
- En sång för Martin
- Enemy at the Gates
- Eva & Adam - fyra födelsedagar och ett fiasko
- Evolution
- Exit Wounds
- Experimentet
- Familjehemligheter
- Farlig intrig
- Farligt förflutet
- The Fast and the Furious
- Festival
- Final Fantasy: The Spirits Within
- First Kill
- Flygande farmor
- The Forsaken
- Freddy Got Fingered
- Freedom Downtime
- From Hell
- Fyra kvinnor
- Get Over It
- Ghost World
- Ghosts of Mars
- Glitter
- Godzilla, Mothra and King Ghidorah: Giant Monsters All-Out Attack
- Gosford Park

### H - N
- Hannibal
- Hans och hennes
- Harry Potter och de vises sten
- Harvard Man
- Heartbreakers
- Hedwig and the Angry Inch
- Hellraiser 6: Hellseeker
- Hem ljuva hem
- Herkes kendi evinde
- Hjärtan i Atlantis
- Hotet från underjorden 3
- How High
- Human Nature
- Hysteria – The Def Leppard Story
- I Am Sam
- I spindelns nät
- Ichi the Killer
- In the Bedroom
- Ingenmansland
- Ingenstans i Afrika
- Jacobs frestelse
- Jarrett
- Jason X
- Jeepers Creepers
- Joe Dirt
- The Jonathan Wamback story
- Jordgubbar med riktig mjölk
- Josie and the Pussycats
- Jurassic Park III
- Just Visiting
- Järnvägare
- K-PAX
- Kapten Corellis mandolin
- Kate & Leopold
- Katt
- Kattbreven
- Kill Me Later
- Kissing Jessica Stein
- Kom ut ur garderoben
- Konspirationen
- Känd från TV
- Kärlekens möjligheter
- Lady och Lufsen II: Ludde på äventyr
- Lagaan
- Landet för länge sedan VIII: När isen kom
- Lantana
- Lara Croft - Tomb Raider
- Lavirinthos
- Layover
- Legally Blonde
- Leva livet
- Life After Sex
- Livsverket
- Livvakterna
- Ljudmilas röst
- Ljuva november
- Lost and Delirious
- Löftet
- The Majestic
- The Man Who Wasn't There
- Metropolis
- The Mexican
- Mimic 2
- Min stora kärlek
- Mongoland
- Monkeybone
- Monster's Ball
- Monsters, Inc.
- Monsunbröllop
- Moulin Rouge!
- Mulholland Drive
- Mumien - återkomsten
- Music for one apartment and six drummers
- My Sassy Girl
- Not Another Teen Movie

### O - U
- Ocean's Eleven
- Om inte
- Om ödet får bestämma
- Original Sin
- Osmosis Jones
- The Others
- Pearl Harbor[1]
- Pianisten
- Piñero
- Pippi Examples
- Pojkarna i mitt liv
- Pokémon 4Ever
- Poolhall Junkies
- Porn Star: The Legend of Ron Jeremy
- Prozac Nation
- Puder
- Rasten: Uppdrag rädda sommarlovet
- Rat Race - sk(r)attjakten
- Replicant
- La rivière
- Roadkill
- Rock Star
- Royal Tenenbaums
- Rush Hour 2
- Sacrificio - Vem förrådde Che Guevara?
- Sagan om ringen
- Save the Last Dance
- Scary Movie 2
- The Score
- Shaolin Soccer
- Shrek
- Sjöfartsnytt
- Skorpionens förbannelse
- Skräddaren i Panama
- Snålvatten och jäkelskap
- Spirited Away
- Spot - En hund på rymmen
- Sprängaren
- Spy Game
- Spy Kids
- Stjärnor utan hjärnor
- Storytelling
- Strange Hearts
- Störtkär
- Swordfish
- Syndare i sommarsol
- Så vit som en snö
- Ten Tiny Love Stories
- The Devil's Backbone
- Things Behind the Sun
- Ticker
- To End All Wars
- Tom och Jerry - Den magiska ringen
- Tomcats
- Tong Tana – det förlorade paradiset
- Training Day
- The Triangle
- Trogen tjur sökes
- Tsatsiki – vänner för alltid
- Tunneln
- Tuppjuck
- Tvillingarnas vilda äventyr i London
- Tvillingarnas äventyr på Bahamas
- Under the Stars

### V - Ö
- Valentine
- Vanilla Sky
- Vargarnas pakt
- Vietnam's Unseen War: Pictures from the Other Side
- Villospår
- Waking Life
- Welcome to Death Row
- Wendigo
- Wet Hot American Summer
- Who is Cletis Tout?
- The Whole Shebang
- Yamakasi
- Ya-Ya flickornas gudomliga hemligheter
- Zoolander

## Oscarspriser(i urval)
| Kategori:                  | Vinnare:                             |
| -------------------------- | ------------------------------------ |
| Bästa film:                | A Beautiful Mind                     |
| Bästa regi:                | Ron Howard (A Beautiful Mind)        |
| Bästa manliga huvudroll:   | Denzel Washington (Training Day)     |
| Bästa kvinnliga huvudroll: | Halle Berry (Monster's Ball)         |
| Bästa manliga biroll:      | Jim Broadbent (Iris)                 |
| Bästa kvinnliga biroll:    | Jennifer Connelly (A Beautiful Mind) |
| Bästa utländska film:      | Ingenmansland (Bosnien-Hercegovina)  |

För komplett lista se Oscarsgalan 2002.

## Guldbaggar: (i urval)
| Kategori:                  | Vinnare:                            |
| -------------------------- | ----------------------------------- |
| Bästa film:                | Så vit som en snö                   |
| Bästa regi:                | Jan Troell (Så vit som en snö)      |
| Bästa manliga huvudroll:   | Sven Wollter (En sång för Martin)   |
| Bästa kvinnliga huvudroll: | Viveka Seldahl (En sång för Martin) |
| Bästa manliga biroll:      | Brasse Brännström (Sprängaren)      |
| Bästa kvinnliga biroll:    | Carina M. Johansson (Leva livet)    |
| Bästa utländska film:      | Amelie från Montmartre (Frankrike)  |

### Fotnoter
1. ↑  IMDB, läst 29 februari 2012